# Bykle
Bykle is een gemeente in de provincie Agder in Noorwegen. Het is een uitgestrekte plattelandsgemeente aan de rand van Hardangervidda. Belangrijkste dorp in de gemeente is Hovden, een dorp dat met name van belang is als centrum voor het omliggende skigebied. Bykle telde in januari 2017 952 inwoners.
Bykle grenst in het noorden aan Vinje, in het oosten aan Tokke beide in Vestfold og Telemark. Het grenst in het zuiden aan Valle en aan Sirdal beide in Agder. Het grenst in het zuidwesten aan Forsand, in het westen aan Hjelmeland en Suldal in Rogaland.
Bezienswaardig in de omgeving zijn de Hardangervidda, Lysefjord en het Setesdal.

## Bezienswaardigheden
- Oude kerk van Bykle uit 1619

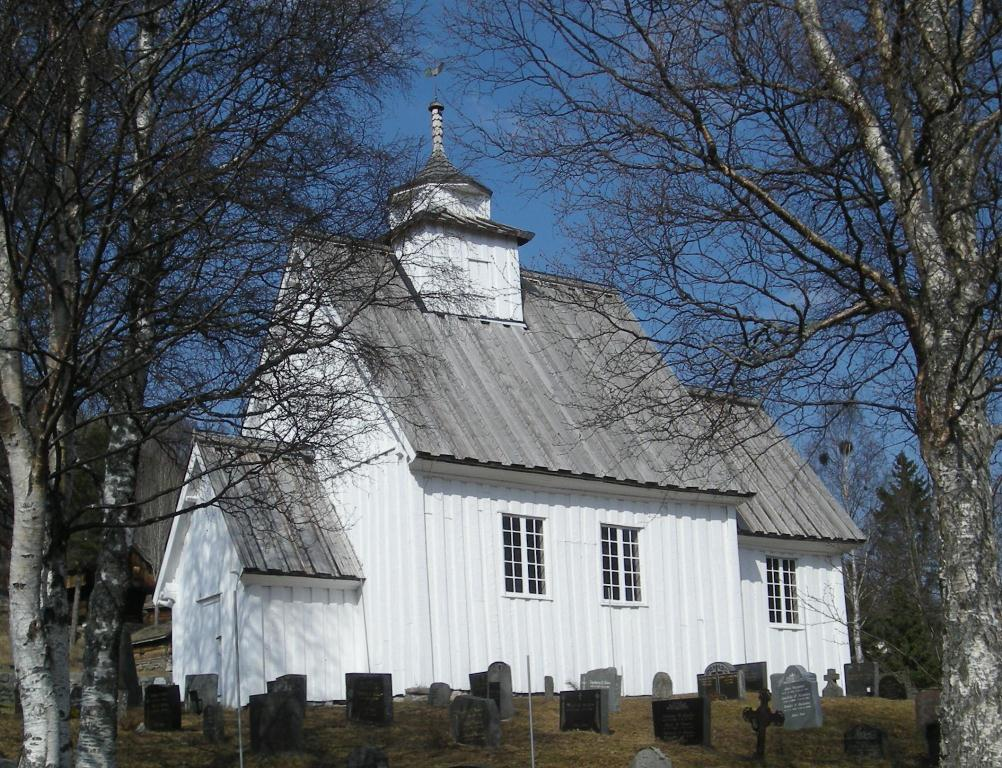
Bykle gamle kirke

- Openluchtmusea in Huldreheimen en Lislestog
- Byklestigen (weg)
- de Byglandsfjord

Arendal · Birkenes · Bygland · Bykle · Evje og Hornnes · Farsund · Flekkefjord  · Froland · Gjerstad · Grimstad · Hægebostad · Iveland · Kristiansand · Kvinesdal · Lillesand · Lindesnes · Lyngdal · Risør · Sirdal · Tvedestrand · Valle · Vegårshei · Vennesla · Åmli · Åseral 

Fylker van Noorwegen